# Старая крепость (Корфу)
Па́лео Фрурио (греч. Παλαιό Φρούριο, итал. Fortezza Vecchia — «старая крепость») — крепость, расположенная в греческом городе Корфу на одноимённом острове. Первоначальные постройки заложены в VIII веке византийцами. Крепость достраивалась венецианцами и англичанами. Последние постройки относятся к XIX веку.
Палео Фрурио находится на восточной оконечности мыса. Крепость возведена на искусственном острове. Между Палео Фрурио и городом прорыт канал Контра-Фосса. Внутри для туристов устраиваются представления с ионийскими народными танцами и светозвуковые шоу.
Внутри крепости, около главных ворот, сегодня находится исторический архив, в котором собрано большое количество разнообразных документов более чем за шесть столетий, а также расположена выставочная зона, где размещена византийская коллекция Корфу, включающая мозаики, скульптуры, иконы и фрески византийского периода.

## История
По данным археологических раскопок, первые укрепления на месте Палео Фрурио появились в VII—VIII вв. н. э. Первые оборонительные укрепления были созданы византийцами в начале VIII века, и, по всей видимости, они же построили защитную стену со стороны суши и выкопали первый ров. 

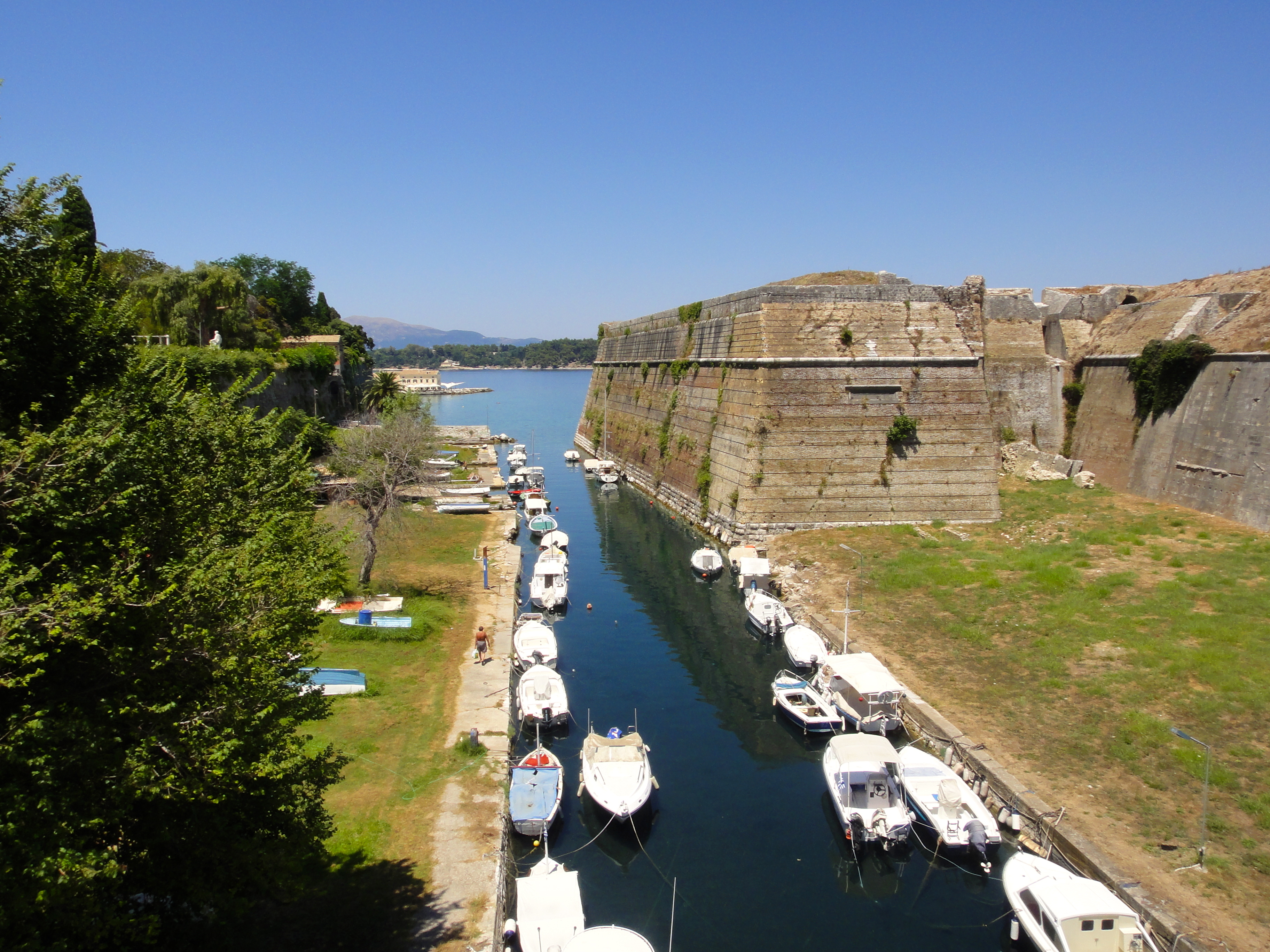
Контра-Фосса

Венецианцы достроили крепость. В 1550-59 годах они укрепили византийские стены и вырыли канал Контра-Фосса, тем самым превратив мыс в искусственный остров, перейти на который можно только по подъёмному мосту. Когда над венецианцами, контролировавшими Керкиру, нависла угроза со стороны Османской империи, началось активное укрепление города. В это время были сооружены новые бастионы, построены западные ворота, увеличен и расширен ров. Для создания второй оборонительной линии был выкопан ещё один ров с внешними стенами. Но существовала и третья линия обороны, проходящая вокруг двух высоких точек местности. Стороны этих возвышенностей были зачищены до гладкой поверхности скалы, что сделало их практически недоступными для захвата врагами.
Второй период (XVI—XVIII века) развития Палео Фрурио начался с полного завершения строительства (1546—1588 гг.) и закончился вкладом следующих владельцев Керкиры — англичан. До наших дней дошли два бастиона этой крепости, на которых написаны имена итальянских инженеров Мартиненго и Саворньяна. Англичане не только строили здания, но и вносили архитектурные дополнения в уже построенные объекы. К таким строениям относится церковь Св. Георгия (1840 год) с дорическими колоннами. Многие храмы и здания не сохранились — в частности, дворец венецианского наместника.